# Natação nos Jogos Pan-Americanos de 2003 - 100 m livre masculino
O evento dos 100 m livre masculino nos Jogos Pan-Americanos de 2003 foi realizado em 14 de agosto de 2003. 

## Medalhistas
| Ouro   | ARG José Meolans   |
| Prata  | TRI George Bovell  |
| Bronze | BRA Gustavo Borges |

## Records
| Recorde mundial       | Pieter van den Hoogenband (NED) | 47.84 | 19 de setembro de 2000 | Sydney   |
| Recorde pan-americano | Fernando Scherer (BRA)          | 49.19 | 4 de agosto de 1999    | Winnipeg |

## Resultados
| Posição | Nadador                   | Eliminatórias | Eliminatórias | Final |
| Posição | Nadador                   | Tempo         | Posição       | Tempo |
| ------- | ------------------------- | ------------- | ------------- | ----- |
| 1       | José Meolans (ARG)        | 50.05         | 2             | 49.27 |
| 2       | George Bovell (TRI)       | 49.97         | 1             | 49.61 |
| 3       | Gustavo Borges (BRA)      | 50.59         | 4             | 49.90 |
| 4       | Nick Brunelli (USA)       | 50.63         | 5             | 50.04 |
| 5       | Jader Souza (BRA)         | 51.13         | 8             | 50.24 |
| 6       | Ricardo Busquets (PUR)    | 50.82         | 6             | 50.37 |
| 7       | Tommy Hannan (USA)        | 50.47         | 3             | 50.66 |
| 8       | Matt Rose (CAN)           | 50.91         | 7             | 50.75 |
|         |                           |               |               |       |
| 9       | Paul Kutscher (URU)       | 51.37         | 11            | 51.48 |
| 10      | Colin Russell (CAN)       | 51.35         | 10            | 51.57 |
| 11      | George Gleason (ISV)      | 51.86         | 15            | 51.64 |
| 12      | Antonio Hernández (CUB)   | 51.68         | 14            | 51.75 |
| 13      | Alejandro Siqueiros (MEX) | 51.66         | 13            | 51.88 |
| 14      | Damian Alleyne (BAR)      | 52.13         | 18            | 51.89 |
| 15      | Ismael Ortiz (PAN)        | 52.34         | 20            | 52.01 |
| 16      | Francisco Picasso (URU)   | 52.17         | 19            | 52.14 |
|         |                           |               |               |       |
| 17      | Luis Rojas (VEN)          | 51.22         | 9             | DNS   |
| 18      | Raymond Rosal (VEN)       | 51.53         | 12            | DNS   |
| 19      | Marcos Hernández (CUB)    | 51.95         | 16            | DNS   |
| 20      | Camilo Becerra (COL)      | 52.12         | 17            | DNS   |
| 21      | Howard Hinds (AHO)        | 52.45         | 21            |       |
| 22      | Javier Díaz (MEX)         | 52.51         | 22            |       |
| 23      | Chris Vythoulkas (BAH)    | 52.53         | 23            |       |
| 24      | Max Schnettler (CHI)      | 52.55         | 24            |       |
| 25      | Josh Laban (ISV)          | 52.84         | 25            |       |
| 26      | Carlos Castro (CHI)       | 53.00         | 26            |       |
| 27      | Ronald Cowen (BER)        | 53.07         | 27            |       |
| 28      | Maran Cruz (PUR)          | 53.88         | 28            |       |
| 29      | Chris Backhaus (DOM)      | 53.91         | 29            |       |
| 30      | Jorge Rodríguez (DOM)     | 54.11         | 30            |       |
| 31      | Onan Thom (GUY)           | 54.14         | 31            |       |
| 32      | Erick Santos (DOM)        | 54.31         | 32            |       |
| 33      | Jamie Peterkin (LCA)      | 54.73         | 33            |       |
| 34      | Gustavo Martínez (HON)    | 54.74         | 34            |       |
| 35      | Fidel Davis (VIN)         | 1:02.25       | 35            |       |